# 黑丸
黑丸（日语：くろまる，1980年8月18日—）是日本女性漫畫家。岐阜縣各務原市出身。2007年以《詐欺獵人》獲得第53回（平成19年度）小学館漫画賞一般向部門受賞。

## 作品

### 連載
中文版由台灣東販正式授權發行。
- 詐欺獵人系列，原名《クロサギ》。（原作、原案：夏原武）
  - 詐欺獵人，原名同上《週刊Young Sunday》2003年50號 - 2008年35號，全20卷。）
  - 新詐欺獵人，原名《新クロサギ》（《Big Comic Spirits》2008年41號 - 2013年35號，全18巻 + 完結篇4卷）　
  - 詐欺獵人 アーカイブ（《Big Comic Spirits》2008年36・37合併號（共3話）、並於別冊2008年41號的附錄再度掲載第1話、第2話）

### 讀切
- 飛べない鳥治します（《週刊少年Sunday 超（日语：週刊少年サンデーS）》1999年9月20日號）
- ボルト&ナット（《週刊少年Sunday 超》2001年3月25日號）
- 詐欺獵人 外傳，原名相同（原案：夏原武，《Young Sunday 増刊》2005年2月13日號）
- 受付はこちらです（《Big Comic Spirits》2014年01號）

## 老师
- 山田貴敏（日语：山田貴敏）

## 助手
- 荒井ママレ

## 外部連結
- （日語）http://official.kuromaru.coolblog.jp/（页面存档备份，存于）（公式網站）
- （日語）黒丸的X（前Twitter）
- （日語）
- 博客來網路書店 - 目前您搜尋的關鍵字為: 黑丸 （页面存档备份，存于）